# Furcifer bifidus
Furcifer bifidus es una especie de camaleón, que pertenece a la familia Chamaeleonidae y fue descrita por Brongniart en 1800. Esta especie de camaleón se encuentra en la selva tropical de Madagascar y está clasificada por la UICN con relación a su estado de conservación como preocupación menor.

## Distribución y hábitat
Furcifer bifidus es una especie de camaleón endémica de la isla de Madagascar. Además, se le puede encontrar en altitudes que van desde el nivel del mar hasta los 700 metros sobre el nivel del mar.

## Taxonomía
La especie Furcifer bifidus fue descrita por el botánico y zoólogo francés Adolphe-Théodore Brongniart en el año 1800. Su nombre científico "bifidus" se refiere a la bifurcación característica de la apófisis nasal del macho de esta especie.